# Punto de mira (película)
Punto de mira es una película escrita y dirigida por el galés Karl Francis, estrenada en 2001. Es una coproducción entre Reino Unido y España, a medio camino entre el drama biográfico y el thriller político, cuyo título original en inglés es One of the Hollywood Ten. 

## Argumento
Centrada en la denominada Caza de brujas organizada por el senador estadounidense Joseph McCarthy, relata la agitada carrera artística del director Herbert Biberman, quien se contaba entre los llamados Diez de Hollywood, grupo de cineastas acusados de pertenencia y apología del comunismo. 
Biberman formó parte de las listas negras junto a su esposa, la actriz Gale Sondergaard, y obtuvo notoriedad a raíz de su filme de 1954 La sal de la tierra, uno de los pocos preservados por la Biblioteca del Congreso de Estados Unidos por su importancia histórica y cultural. 
Punto de mira arranca con la ceremonia de entrega de los Oscar de 1937, en la que Sondergaard gana el premio a la mejor actriz de reparto, y narra los hechos posteriores en el Hollywood de las décadas de 1940 y 1950, así como las dificultades de Biberman para continuar el rodaje de La sal de la tierra, entre ellas la deportación de su actriz protagonista, la mexicana Rosaura Revueltas.
El reparto incluye a Jeff Goldblum como Biberman, Greta Scacchi como Gale Sondergaard, Ángela Molina como Rosaura Revueltas y Antonio Valero como Juan Chacón. Humphrey Bogart, Edward Dmytryk o Howard Hughes son algunos de los personajes reales que aparecen descritos en la película.

## Reparto
- Jeff Goldblum como Herbert Biberman.
- Greta Scacchi como Gale Sondergaard.
- Ángela Molina como Rosaura Revueltas.
- Christopher Fulford como Riffkind.
- Antonio Valero como Juan Chacón.
- John Sessions como Paul Jarrico.
- Geraint Wyn Davies como Michael Wilson.
- Sean Chapman como Edward Dmytryk.
- Peter Bowles como Jack L. Warner
- Owen Brenman como Dalton Trumbo.
- Jorge de Juan como Floyd.
- Teresa José Berganza como Henrietta Williams.
- Jorge Bosch como Joe Morales.
- Daisy White como Sonya.
- Luke Harrison Mendez como Dan.
- Trinidad Serrano como Joan.
- Francisco Agüera como figurante bar